# Microcarpaea agonis
Microcarpaea agonis är en gyckelblomsväxtart som beskrevs av Anthony R. Bean. Microcarpaea agonis ingår i släktet Microcarpaea och familjen gyckelblomsväxter. Inga underarter finns listade i Catalogue of Life.